# Saint-Laurent-la-Conche
Saint-Laurent-la-Conche è un comune francese di 599 abitanti situato nel dipartimento della Loira della regione dell'Alvernia-Rodano-Alpi.

## Società

### Evoluzione demografica
Abitanti censiti